# Maungatapere
Maungatapere – miasto w Nowej Zelandii, na Wyspie Północnej, w regionie Northland.